# Delphinium emarginatum
Delphinium emarginatum är en ranunkelväxtart. Delphinium emarginatum ingår i släktet storriddarsporrar, och familjen ranunkelväxter.

## Underarter
Arten delas in i följande underarter:
- D. e. emarginatum
- D. e. nevadense